# Pirámide de Mayo
Pirámide de Mayo (španska izgovarjava: [piˈɾamiðe ðe ˈmaʝo]; dobesedno Majska piramida), ki stoji v središču Plaza de Mayo, je najstarejši narodni spomenik v mestu Buenos Aires. Njeno gradnjo je leta 1811 naročila Primera Junta (Prva skupščina, ime prve neodvisne argentinske vlade) za praznovanje prve obletnice majske revolucije. Prenovljena je bila leta 1856 pod vodstvom Prilidiana Pueyrredóna. Leta 1912 so ga po številnih modifikacijah premaknili za 63 metrov proti vzhodu, z idejo, da bi okoli njega sčasoma zgradili veliko večji spomenik.
Spomenik krona alegorija Svobode, delo francoskega kiparja Josepha Dubourdieuja. Od tal do vrha frigijske kapice kipa meri Piramida 18,76 metra.

## Otvoritev
5. aprila 1811 je bilo po odobritvi Buenos Aires Cabildo sklenjeno, da bo program praznovanj ob prvi obletnici Revolución de Mayo – majske revolucije vključeval gradnjo piramide. Zgodovina ne beleži, zakaj je bila za spomenik izbrana piramidalna oblika. Nekateri domnevajo, da je šlo za poskus posnemanja piramid, vklesanih v stebre pariške Porte Saint-Denis, ki ji je Pirámide de Mayo nekoliko podobna. Od leta 1763 je Plaza de Mayo razdelila Vieja Recova (Stara kolonada) na dva manjša trga: tisti, ki je gledal na morebitno mesto Casa Rosada, je bil znana kot Plazoleta del Fuerte, tisti proti Cabildu pa kot Plaza de la Victoria. Piramida so postavili v središče slednjega.
Na vztrajanje arhitekta Pedra Vicenteja Cañeteja in Juana Gasparja Hernándeza, profesorja kiparstva na Univerzi v Valladolidu, je bilo odločeno, da bo spomenik zgrajen v celoti iz trdnih materialov, vključno s 500 opekami, in ne iz lesa, kot je bilo prvotno načrtovano.  6. aprila so ob glasbi in razburkanem praznovanju vlili beton za temelje.
Spomenik je bil slovesno odprt, kot je bilo načrtovano na dan državnosti, kljub dejstvu, da je Cañete zamujal in gradnje ni končal še več dni. Piramida je bila okrašena s prapori različnih slavnih polkov, ki so oblikovali garnizon v Buenos Airesu, vključno s patriciji, alpinci, mulati in črnci, topničarji, huzarji in grenadirji. Piramida in Metropolitanska stolnica sta bili močno osvetljeni. Recova je bila osvetljena z 1141 lojnimi svečami. Praznovanje je trajalo štiri dni in je vključevalo ples, tombole in manumisijo sužnjev.
Čeprav so bili originalni načrti Cañete izgubljeni, so kasnejše študije ugotovile, da je Piramida, da bi prihranila čas, ostala votla in ne napolnjena z zidanimi zidovi. Izdelana je bila iz žgane opeke in je bila trinajst metrov visoka, brez podstavka. Platforma je podpirala njen pediment, ki je bil zgrajen na vrhu dveh stopenj. Imela je preprost štirikotni podstavek in venec, ki se je raztezal okoli celotne konstrukcije. Okronal ga je okrasni globus. Zgradba je bila obdana z ograjo, podprto z dvanajstimi stebri, ki so se zaključevali z zaobljeno kepo. 
Ob državnih praznikih so Piramido okrasili s prapori, zastavami, papirnatimi lučmi in napisi.
Leta 1826 je predsednik Bernardino Rivadavia napovedal načrte za postavitev spomenika Revolución de Mayo, ki bi bil sestavljen iz veličastnega bronastega vodnjaka namesto dosedanjega. Razpravljalo se je, ali naj novi spomenik nadomesti Piramido. Vsekakor pa projekt zaradi odstopa Rivadavije naslednje leto ni bil izveden, kljub temu da ga je zakonodajalec odobril.
Leta 1834 je bila v ruševinah, odkrušena in razrezana, njegova ograja pa zvita in zarjavela. Deželna vlada je za popravilo najela zidarja Juana Siddersa in kovača Roberta M. Gawa. Dogovor se je končal januarja naslednjega leta, dva meseca po tem, ko je funkcijo guvernerja prevzel Juan Manuel de Rosas. 
Leta 1852 sta brata Jaunet piramido osvetlila s plinom. Javnost, navajena majhnih oljnih lučk, je bila zaradi tega navdušena.
23. maja 1854 je bila ob njej zaprisežena ustava države Buenos Aires. Nato so bile v štirih vogalih postavljene štiri okrašene in vpisane piramide v gotskem slogu in številni okraski, izdelani z rožami.

## Obnova
Do leta 1856 je spomenik propadel. Slikar in arhitekt Prilidiano Pueyrredón je bil zadolžen za obnovo. Spomenik si je zastavil spremeniti v nekaj bolj umetniškega in grandioznega. Sodobna piramida je bila zgrajena neposredno nad staro, ki je bila prekrita z opeko in zidovi, da je bila primerna podlaga za nove dodatke.
Vrh kipa je bil opremljen z alegorijo Svobode, okronano s frigijsko kapo. Ta kip, ki je visok 3,6 metra, je iz kombinacije materialov ustvaril francoski kipar Joseph Dubourdieu. Dubourdieu je bil odgovoren tudi za štiri druge alegorije, industrijo, trgovino, znanost in umetnost, ki so bile postavljene na štiri vogale podstavka.
Vzhodno steno obeliska je krasilo zlato sonce, ki je zdaj obrnjeno proti Casa Rosada. Preostale tri stranice so okrašene s krošnjami lovorja v visokem reliefu. Pueyrredón je prav tako spremenil prvotni podstavek in kapitel ter povečal njuno višino in širino. Vsako od štirih strani baze so krasili nacionalni grbi. Zgrajena je bila nova ograja, na vsakem vogalu pa je bila nameščena plinska svetilka.
Leta 1859 je poslabšanje stanja ometa povzročilo, da je mesto obložilo bazo z marmorjem. 
Do leta 1873 kipi iz štuka in terakote, ki jih je postavil Dubourdieu, niso presenetljivo začeli propadati. Posledično so jih zamenjali s štirimi kipi iz carrarskega marmorja, ki so bili prvotno v prvem nadstropju Banco Provincia na Calle San Martín. To so bili geografija, astronomija, pomorstvo in industrija. Ti so ostali do leta 1912, ko so jih shranili. Leta 1972 so bili nameščeni - in ostajajo do danes - v stari Plazoleti de San Francisco, na križišču Calles Defensa in Alsina, 150 metrov od sodobne Piramide.
Leta 1883 je bila po naročilu Intendente de la ciudad de Buenos Aires, Torcuato de Alvearja, obnovljena Recova, ki se je pridružila Plazoleta del Fuerte in Plaza del Victoria, da bi oblikovala sodobni Plaza de Mayo. Alvear je razmišljal o rušenju Piramide in namesto te postavil veličastnejši spomenik, vendar je za to potreboval dovoljenje posvetovalnega sveta, zadolženega za projekt. Svet se je posvetoval z mnenjem različnih uglednih državljanov, vključno z nekdanjimi predsedniki Bartoloméjem Mitrom, Domingom Faustinom Sarmientom in Nicolásom Avellanedo. Mitre ni videl razloga za ohranitev spomenika, saj po številnih prenovah in dozidavah v avtentičnem smislu ni bila več prvotna piramida, postavljena po revoluciji. Menil je, da je le temelj vreden ohranjanja. Sarmiento je tudi zavrnil dodatke k primitivni strukturi. Avellaneda je menil, da bi jo bilo treba obnoviti v prvotni obliki in ji odvzeti novejše okraske, vendar se je ne sme dokončno uničiti. Na koncu se noben od teh predlogov ni uresničil, ker čeprav je bila večina naklonjena rušenju, je nacionalna vlada dala prednost statusu quo.

## Premestitev
Leta 1906 so, nekaj let do stoletnice majske revolucije, predstavili načrte za nov spomenik, ki bi v celoti vseboval Piramido, ki jo je bilo zato treba preseliti v središče Plaza de Mayo. To so uresničili šele leta 1912. Po odstranitvi marmornatih kipov je bila piramida za zaščito obdana z lesom. Postavljeni sta bili dve tirnici, na razdalji štiri metre, podprti z zidanimi stebri, ki so lahko nosili težo 225 metričnih ton. Pod Piramido je bila betonska ploščad, naslonjena na trdna kolesa. Med 12. in 20. novembrom so Piramido z vitlom premaknili za 63,17 metra. Pod novo podlago Piramide je bila pokopana kovinska časovna kapsula z informacijami o selitvi.
Kljub uspehu selitve se projekt obdajanja Piramide z večjim spomenikom ni nikoli uresničil. Mnogi so še naprej upali, da bo Piramida obnovljena po zgodovinskem izvoru, vključno z vrnitvijo stopnic in ograj ter odstranitvijo »lupine štuka in neprimernih figur«. Vendar so poznejše resolucije nadaljnje reforme omejile na raven tal. Temelj so prebarvali in grbe obnovili v stanje iz leta 1813. Prvotna ograja je bila nazadnje obnovljena.
Odlok 120.412, izdan 21. maja 1942, je razglasil Piramido za zgodovinski spomenik. Zakon 1.653, ki ga je zakonodajalec mesta Buenos Aires sprejel 10. marca 2005, je podelil status zgodovinskega območja delu, ki obkroža Piramido, kar je opazno po sliki rute na tlaku, ki predstavlja Madres de Plaza de Mayo. 8. decembra istega leta je bil na dno Piramide, kjer je organizirala svoj prvi protest, pokopan pepel ustanoviteljice organizacije Azucene Villaflor.

## Spominska plošča
Na zahodni strani piramide je bronasta plošča, široka 85 cm in visoka 57 cm, na kateri sta vpisani dve imeni: Felipe Pereyra de Lucena in Manuel Artigas. Ti imeni, ki jih večina obiskujočih piramide ne pozna, sta bili spomeniku dodani leta 1891 med predsedovanjem Carlosa Pellegrinija, kot priznanje prvima dvema vojaškima častnikoma, ki sta izgubila življenje zaradi argentinske neodvisnosti:
- Manuel Artigas je bil brat Joséja Gervasija Artigasa, kaudillo Banda Oriental, ki naj bi kasneje postal Urugvaj. Manuel Artigas, rojen v Montevideu leta 1774, je pripadal revolucionarni skupini, v kateri sta bila tudi Domingo French in Antonio Beruti. Odlikoval se je med paragvajsko kampanjo leta 1811, odlikoval pa se je po junaštvu v bitki pri Campichuelu. Bil je ranjen 25. aprila in umrl 24. maja v starosti 33 let.

- Felipe Pereyra de Lucena se je rodil leta 1789 in je služil kot kadet med britanskimi invazijami na Río de la Plata. Do majske revolucije je bil že poročnik, ki je ta čin dosegel med kampanjo za Zgornji Peru. Leta 1811 je bil povišan v kapitana. Bil je ranjen v današnji Boliviji in prepeljan v naselje Jesús Machaca, kjer je 20. junija umrl v starosti 22 let.

Novica o teh dveh žrtvah je bila šokantna; v odgovor je vladna hunta sklenila, da bo imena častnikov zapisala v bron. Vendar pa je bil projekt zaradi pomanjkanja sredstev začasno ustavljen. Pereyrirov oče je leta 1812 na vlado vložil peticijo, vendar neuspešno. Leta 1856 so svojci Pereyre še enkrat pozvali k namestitvi plošče, vendar niso bili uspešni. Leta 1891 so ljudje zbrali potrebna sredstva, ploščo pa so postavili 24. maja istega leta.